# Chlorella
Chlorella je rod sladkovodních jednobuněčných řas známých od roku 1890. Popsal ji mikrobiolog M. W. Beijerinck. Organismy nerozeznatelné od Chlorelly (dnes řazené mezi akritarchy) žily na Zemi již v prekambriu před cca 1,5 miliardy lety. Název je odvozen od řeckého slova "chloros" = zelený a latinské přípony "ella" = malá. Chlorella v porovnání s ostatními rostlinami obsahuje vysoké množství chlorofylu.

## Využití
Chlorella se často užívá jako doplněk stravy ve formě tablet, prášku či tekutých výtažků. 

### Zdravotní tvrzení u Chlorelly
Tvrzení, která mohou být uváděna na obale doplňků stravy s chlorellou, z tzv. on hold seznamu, tzn. dočasného seznamu látek a jejich vztahu ke zdraví, které byly zaslány úřadu EFSA k posouzení, avšak EFSA doposud nevydal odborné stanovisko nebo EK doposud nevydala rozhodnutí:
- Chlorella: „Vitalita – energie – tonus“, „přirozená obranyschopnost“
- Chlorella algae (pyrenoidosa): „normální funkce střevního traktu, mikrobiální rovnováha“, „antioxidant“, „normální činnost jater“, „přirozená obranyschopnost“, „pročištění“, „normální trávení a funkce jater“.
- Chlorella kessleri: „normální činnost srdce a cév, antioxidant“.

### Vstřebatelnost organismem
Buňky chlorelly mají pevnou odolnou buněčnou stěnu, takže je lidský organismus nedokáže vstřebat. Proto se při zpracování řas využívá procesu narušení buněčné stěny. Procesu desintegrace se dosahuje mletím (nejúčinnější a nejšetrnější metoda), vysokotlakou homogenizací, mikrovlnným zářením nebo sonickými pulsy.
Avšak zdaleka ne každý produkt dezintegrací prošel. Neošetřená chlorella je v organismu minimálně účinná. Této neznalosti výrobci i prodejci často využívají a informaci o chybějícím procesu desintegrace záměrně neuvádějí. Proto je dobré se u prodejce vždy informovat.

## Druhy chlorelly
Chlorella má velké množství různých druhů a poddruhů, které od sebe můžeme bezpečně odlišit jen sekvenováním DNA. Dělí se do více než 10 separátních rodů/linií. Z nich jsou nejpodstatnější Chlorella vulgaris (japan), Chlorella pyrenoidosa (sorokiniana), Chlorella lobophora, Parachlorella kessleri, Heterochlorella luteoviridis, Chromochloris zofingiensis (Chlorella zofingiensis), Chloroidium ellipsoideum (Chlorella ellipsoidea), Mychonastes homosphaera (Chlorella homosphaera), Chlorella protothecoides (Auxenochlorella), Pseudochloris wilhelmii.[zdroj?]

### Chlorella pyrenoidosa a její označení
Chlorella pyrenoidosa je širokou veřejností používaný název pro chlorellu sorokiniana.

### Chlorella v doplňcích stravy
Některé druhy chlorelly se používají v doplňcích stravy a údajně mohou mít řadu pozitivních účinků na organismus. Nicméně její užívání nemusí být vhodné pro každého a je důležité ho konzultovat s lékařem nebo s lékárníkem. Příkladem může být negativní vliv pro pacienty, kteří užívají warfarin. Rovněž není doporučeno dlouhodobé užívání. Nejčastěji využívanými druhy v doplňcích stravy je Chlorella vulgaris, Chlorella pyrenoidosa a Parachlorella kessleri.